# Verdun
För andra betydelser, se Verdun (olika betydelser).
Verdun är en stad och kommun i departementet Meuse i regionen Grand Est i östra Frankrike med 16 610 invånare år 2022.

## Historia
Staden, som har anor från antiken, var från början keltisk men blev romersk. Den hette Verodunum på latin. Staden var senare under frankisk tid betydande och år 843 slöts här fördraget i Verdun som delade Ludvig den frommes rike mellan hans tre söner Lothar I, Karl och Ludvig (vars rike skulle komma att bli det tysk-romerska).
År 1552 erövrade fransmännen staden, som formellt blev fransk 1648. Efter fransk-tyska kriget 1870–1871 förstärktes och utbyggdes fästningsverken med flera fort, bland annat Douaumont och Vaux.
Under första världskriget stod här 1916 slaget vid Verdun med över 700 000 stupade och sårade, om vilket de mer än 70 omkringliggande begravningsplatserna (allierade och tyska) samt ett flertal monument påminner.

## Befolkningsutveckling
Antalet invånare i kommunen Verdun
| Referens: INSEE |